# Endokrina pankreas
Endokrina (inåtsöndrande) pankreas är en integrerad del av pankreas som på ren svenska kallas bukspottkörteln. Endokrina pankreas utsöndrar hormoner. Insulin, gastrin, glukagon, somatostatin och VIP kan produceras.